# Деньга

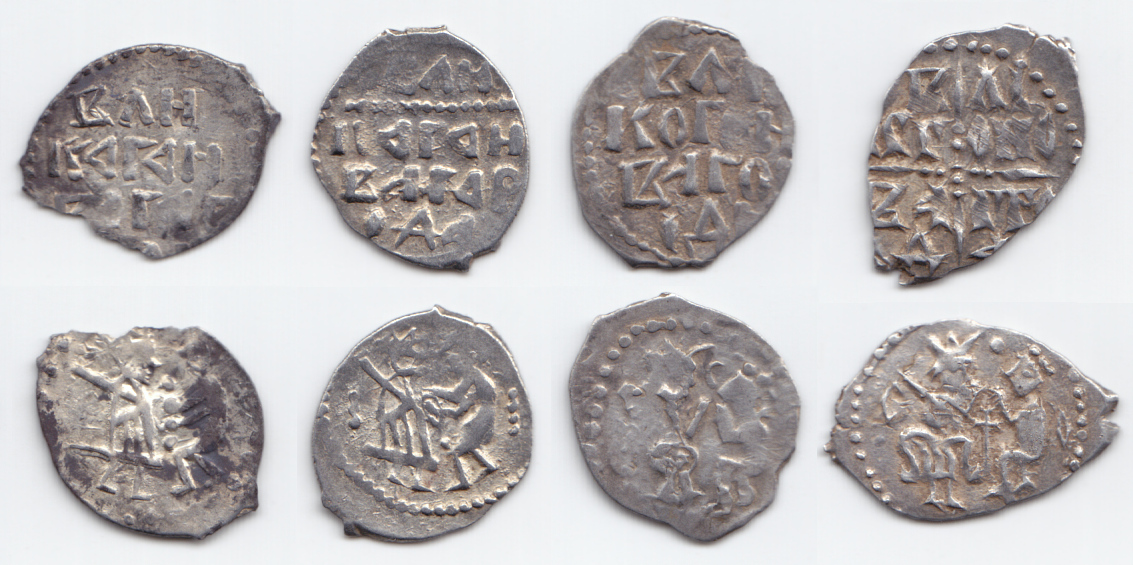
Чотири денги Новогородської республіки, срібло, 1420-1478

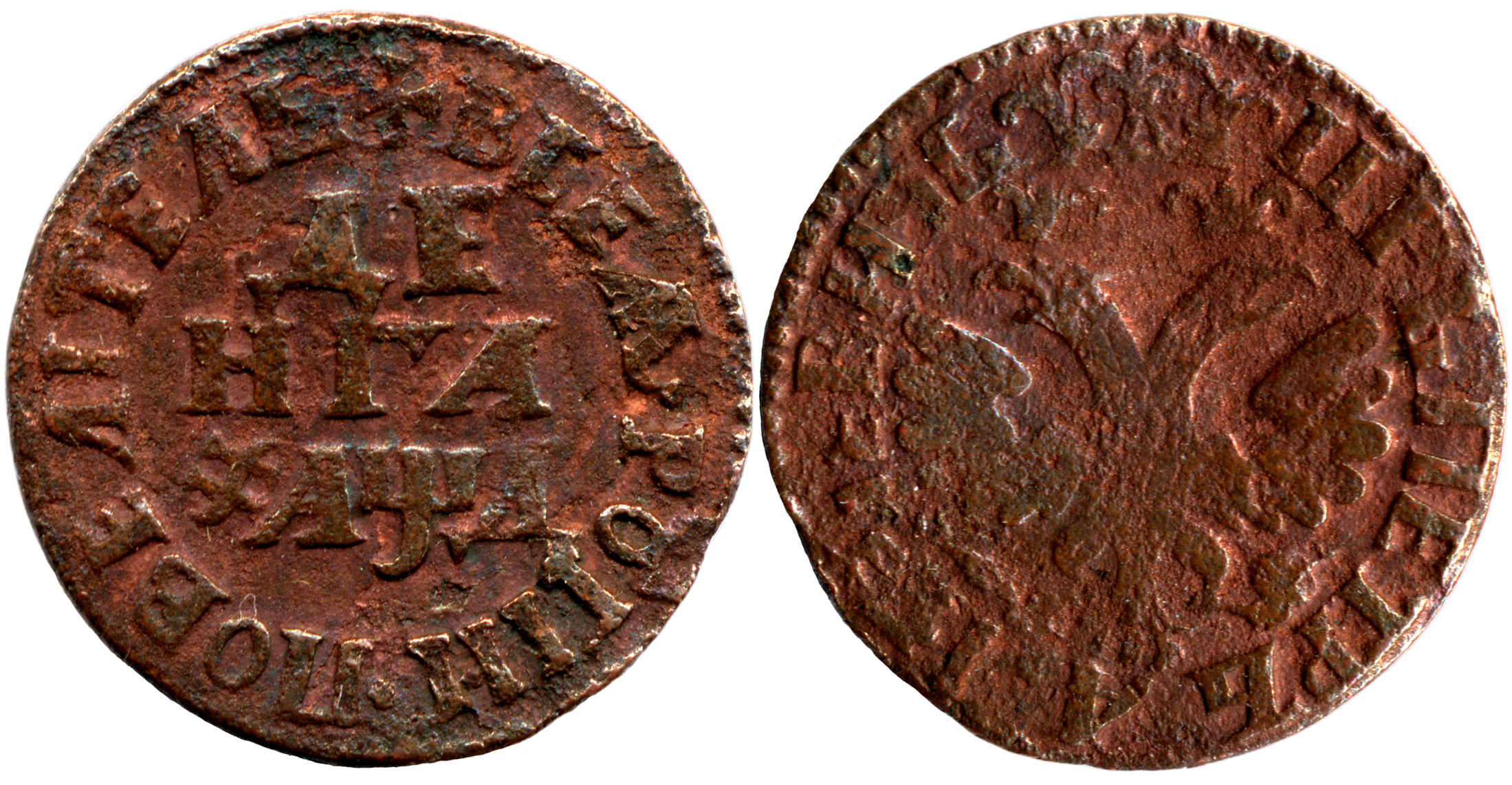
Деньга, 1704

Деньга́ (рос. деньга, до XVIII ст. — денга) — збірна назва срібних монет, що карбувалися у Москві, Твері, Новгороді та інших містах. У своїй ранній формі вони були імітацією срібних монет ханів Золотої Орди. З XVI ст. 
Від назви монети походить сучасне рос. деньги («гроші»).

## Походження назви
Як і сама грошова одиниця, слово «деньга» («денга») має східне походження. Вважається запозиченням з тюркських мов — пор. тат., чагат. täŋkä («гроші», «срібна монета»), чув. täŋgǝ, казах. teŋgä, тенге, монг. teŋge, калм. tēŋgn̥ («дрібна срібна монета»). У записах Афанасія Нікітіна зустрічається також варіант «тенка».
Ймовірним джерелом тюркських назв монет є сер.-перс. dāng, нов.-перс. dānag (пор. назву індійської монети — «танга»).

## Історія

### У Золотій Орді
Монети зі схожою назвою і вартістю існували в Золотій Орді: «джучидська» деньга часів правління хана Тохтамиша, ймовірно карбування монетного двору Сарай ал-Джедід, 782 р.х. (1380–1381 рр.), денга Джанібека, карбована на монетному дворі Гюлістан 753 р.х. (1352–1353 рр.).. Екземпляри таких монет були знайдені на території Чернігівської і частково Сумської областей. Одна з них — срібна денга Джанібека, датована 753 р.х. (за матеріалами Борщевського скарбу, Київська обл.) знаходиться у фондах Національного музею історії України.

### У Московії

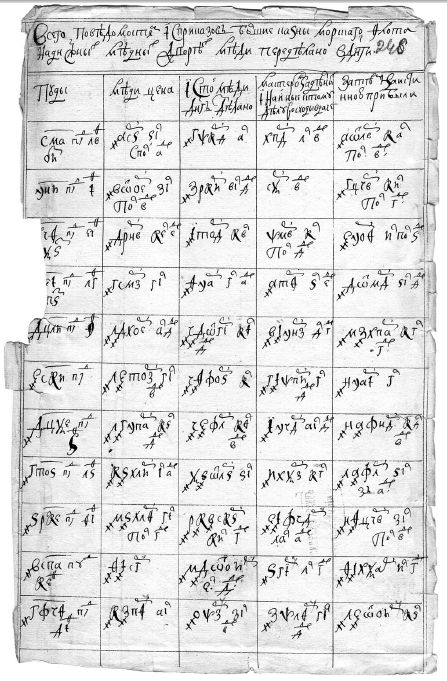
Символи рубля, алтина і деньги в акті перероблення міді на монету (перша чверть XVIII ст.)

Деньга почала карбуватись як срібна монета в XIV столітті в  Великому князівстві Московському, а з початку XV столітті і в інших князівствах і республіках (наприклад, початок карбування деньги в Новгородській республіці датується 1420-им роком). З вагового рубля сріблом (190—200 грамів) карбували 200 монет. За тих часів рубль як окрема монета не існував). У цей період деньга була основною грошовою одиницею князівств, що випускали їх в обіг (емітували), випускалися також фракції деньги — пули (1⁄120 деньги) та четвертець (1⁄30 деньги).
З часом вагова норма деньги в різних князівствах змінювалася, що призвело до необхідності врахування при розрахунках місця емісії. Ваговий вміст металу в московських грошах регулярно знижувався, а за Івана III новгородські та московські гроші стали відрізнятися за вагою в два рази. В XVI століття новгородська деньга за вагою вдвічі перевищувала московську. Посилення централізації Московської держави зробило необхідним уніфікацію регіонального монетного карбування, що було здійснено реформою в 1535 році Оленою Глинською. Ця реформа ввела стандарт на карбування денег двох номіналів:
- «Московка» (московська деньга), або просто «денга» — 1⁄200 рубля. Також звалася «мечевою денгою», «сабляницею» — на аверсі був зображений вершник з шаблею («саблею»), іноді ототожнюваний з Юрієм Змієборцем (Георгієм Переможцем), гербом Москви.
- «Новгородка» (новгородська деньга) — 1⁄100 рубля. Після втрати вольності боярської республіки деньгу називали «копійною денгою», «копійкою» — на її аверсі карбували московську символіку — вершник з «копієм» (списом).

Таким чином, одна «новгородка» дорівнювала двом «московкам». Зі срібла гривні чеканилося 300 «новгородок» (їхня середня вага становила 0,68 грама) або 600 «московок» (середня вага 0,34 грама), а 100 «новгородок» складали московський лічильний рубль. Згодом у зв'язку з постійним погіршенням монетної стопи вагоміша «копійка» витіснила «деньгу», зробивши її другорядним номіналом.
Ця ситуація була закріплена грошовою реформою Петра I, яка ввела в обіг мідну копійку, а деньгу зробила її фракцією вартістю 1/2 копійки. Така система проіснувала до ліквідації  Російській імперії в 1917 році і у подальшій грошовій реформі.
Позначення номіналу на монетах з часом змінювалося: до 1838 — деньга, в 1839–1848 — 1/2 копѢйки, в 1849–1866 — денежка, з 1867 — 1/2 копѢйки.
Після 1839 р. на українських землях Російської імперії деньгу зазвичай звали «шагом» — на назву польсько-литовської срібної монети XVII—XVIII ст. вартістю у три гроші. У цьому значенні це слово вживалося до 1917.
У СРСР мідну монету з номіналом «півкопійки» випускали з 1925—1928 роки.
Див. також: Алтин, Копійка, Рубль, Полушка, Четвертець

## 1/2 копійки 1961

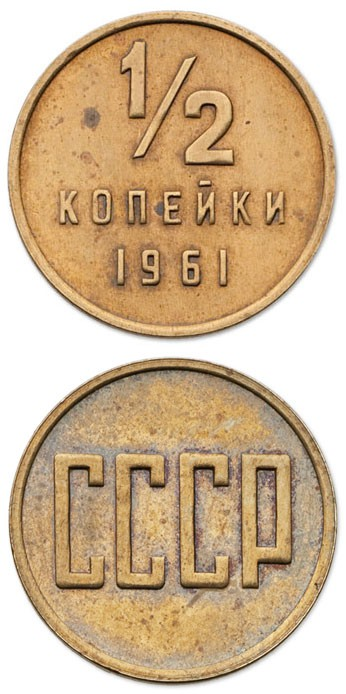
1/2 копійки 1961 р. (пробна)

Обмін грошей в пропорції 10:1 в 1961 році означав і відповідну зміну роздрібних цін. Але що робити з цінниками, де копійки закінчуються на цифру, відмінну від нуля? Може, вирішити проблему за рахунок повернення в обіг монети вартістю у півкопійки, що карбувалась в Радянському Союзі у другій половині 1920-х? Після виготовлення пробних екземплярів стало зрозуміло, що масовий випуск напівкопійок буде занадто витратним. В результаті ціни на товари і послуги першої необхідності заокруглили на меншу сторону, а на товари повсякденного попиту — на більшу.
За словами експерта фірми «Монети і медалі» Андрія Федорина, пробних напівкопійок 1961 року збереглося не більше 10 штук. Два примірники трохи різного дизайну і величини були продані цим аукціонним домом по 550 000 рублів кожен.

## Галерея зображень
- Мідна деньга, 1731

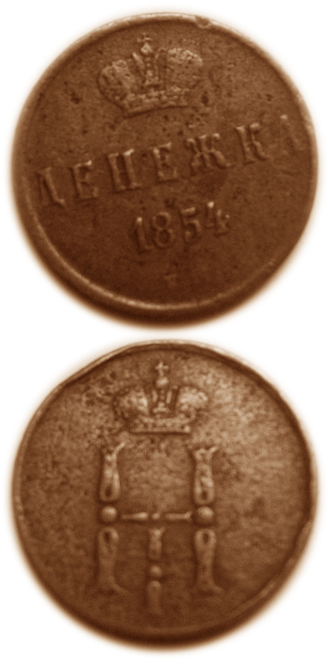
Мідна денежка, 1854
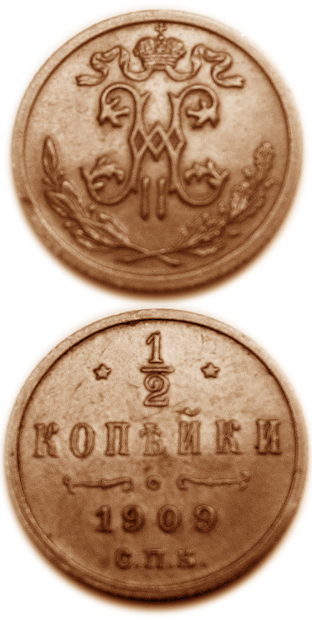
Мідні 1/2 копійки, 1909